# Думитрашко, Пётр Николаевич
Пётр Николаевич Думитрашко (1857 — не ранее 1935) — товарищ министра путей сообщения Российской империи в 1908—1916 годах, сенатор, член Государственного совета. Тайный советник.

## Биография
Родился 19 (31) января 1857 года в семье законоучителем 1-й Полтавской гимназии протоиерея Николая Даниловича Думитрашко. 
Окончил Полтавскую гимназию (1874; с золотой медалью) и Институт инженеров путей сообщения (1879).
В 1883 году поступил на службу в Министерство путей сообщения. Был причислен к Временному управлению казенных железных дорог. С 1885 года состоял старшим инженером в Управлении по постройке Барановичи-Белостокской железной дороги, а затем заведующим отделом конторы начальника работ по постройке Лунинец-Гомельской, Барановичи-Белостокской, Гомель-Брянской, Седдец-Малкинской и Брест-Владово-Холмской железных дорог. В 1888 году был назначен делопроизводителем, а в 1889 году — помощником начальника эксплуатационного отдела Временного управления казенных железных дорог.
В 1891 году был назначен начальником службы ремонта пути и сооружений Екатерининской железной дороги, а в 1893 году — переведен на ту же должность в Сызрано-Вяземскую железную дорогу. В 1897 году был утвержден в должности начальника Сызрано-Вяземской железной дороги. Одновременно состоял попечителем Калужского технического железнодорожного училища. В 1900 году был назначен управляющим эксплуатационным отделом Управления железных дорог, а в 1903 году — начальником этого управления. В 1905 году был назначен начальником Управления по сооружению железных дорог, в 1908 году исполнял обязанности начальника Управления железных дорог; 7 ноября 1908 года назначен товарищем министра путей сообщения.
Неоднократно отстаивал законопроекты министерства в Государственном совете. С 1910 года состоял членом Особой высшей комиссии для всестороннего обследования железнодорожного дела в России. В том же году был произведен в тайные советники. В 1915—1916 годах замещал министров путей сообщения С. В. Рухлова и А. Ф. Трепова в заседаниях Совета министров. Примыкал к прогрессивной группе правительства, выступал за формирование «министерства общественного доверия». В сентябре 1915 года высказался за привлечение в Особое совещание по перевозкам представителей Центрального военно-промышленного комитета.
1 января 1916 года награждён званием сенатора. По инициативе А. Ф. Трепова, 16 марта 1916 года назначен членом Государственного совета. Входил в группу правого центра. После Февральской революции, 1 мая 1917 года был оставлен за штатом, а по упразднении Государственного совета большевиками 14 декабря 1917 года — уволен от службы. В 1917 году занимал должность помощника директора Юго-Западных железных дорог.
С 1918 года состоял комиссаром Технического совета Наркомата путей сообщения РСФСР. В 1921 году был арестован вместе с братом Александром и племянником Павлом по групповому делу железнодорожников, был заключен в Бутырскую тюрьму. По ходатайству Помполита был освобожден, после чего вернулся на работу в Техническом совете. Позднее служил в научно-исследовательском секторе Наркомата путей сообщения. В 1928 году под редакцией Думитрашко вышло исследование «Расчет пропускной способности станций» (М., 1928).
Был женат на Варваре Георгиевне Путята, дочери Егора Алексеевича (03.11.1818—1870) и Софьи Платоновны Путята.

## Награды
- Орден Святого Станислава 3-й ст. (1887)
- Орден Святой Анны 3-й ст. (1891)
- Орден Святого Станислава 2-й ст. (1895)
- Орден Святой Анны 2-й ст. (1897)
- Орден Святого Владимира 3-й ст. (1905)
- Орден Святого Станислава 1-й ст. (1907)
- Орден Святой Анны 1-й ст. (1912)
- Орден Святого Владимира 2-й ст. (1914)

Иностранные:
- австрийский Орден Франца-Иосифа, командорский крест (1901)